# Агеев, Олег Алексеевич
Олег Алексеевич Агеев (род. 5 февраля 1966 года) — специалист в области нанотехнологий, доктор технических наук, профессор, член-корреспондент РАН (2016).

## Биография
Заведующий кафедрой технологии микро- и наноэлектронной аппаратуры ТТИ ЮФУ.
Специалист в области активируемых физико-химических процессов синтеза иерархических наноматериалов и наноструктур, разработки процессов создания элементов наноэлектроники и наносистемной техники лучевыми и плазменными методами.
Автор и соавтор более 300 научных работ, из них 11 монографий, 23 авторских свидетельств и патентов.

## Основные научные результаты
- разработаны физико-технологические основы процессов создания наноструктур и элементов наноэлектроники и наносистемной техники лучевыми и плазменными методами;
- разработаны физические основы нанолитографии методами фотонностимулированного локального анодного окисления и фокусированных ионных пучков;
- разработаны физико-технологические основы формирования контактов к интегральным структурам приборов экстремальной электроники на основе карбида кремния, методами импульсной термообработки и электронно-лучевой обработки.

## Научно-организационная деятельность
- член редколлегии журналов «Нано- и микросистемная техника», «Известия ЮФУ. Технические науки», «Инженерный вестник Дона»;
- член межведомственной рабочей группы по направлению «Инфраструктура научных исследований» при Совете по науке и образованию при Президенте РФ;
- член Экспертного совета по электронике, измерительной технике, радиотехнике и связи ВАК при Минобрнауки России;
- член эксперт РФФИ, РНФ и Государственной дирекции целевой научно-технической программы;
- член двух диссертационных советов.

## Преподавание
Ведёт преподавательскую работу в должности профессора, под его руководством защищено в качестве научного руководителя подготовил 12 кандидатов технических наук.

## Награды
- Почётная грамота Президента Российской Федерации (5 февраля 2024 года) — за заслуги в развитии отечественной науки, многолетнюю плодотворную деятельность и в связи с 300-летием со дня основания Российской академии наук[3].

## Из библиографии

### Книги
- Быстрая термообработка некогерентным ИК-излучением контактов к карбиду кремния / О. А. Агеев ; Минобрнауки РФ, ГБОУ ВПО Таганрогский гос. радиотехнический ун-т (ТГРУ). — Таганрог : Изд-во ТГРУ, 2003. — 126, [1] с. : ил., табл.; 21 см; ISBN 978-5-8327-0152-6 : 300 экз.
- Проблемы технологии контактов к карбиду кремния / О. А. Агеев ; Минобрнауки РФ, ГБОУ ВПО Таганрогский гос. радиотехнический ун-т (ТГРУ). — Таганрог : ТГРУ, 2005. — 252 с. : ил., табл.; 20 см; ISBN 5-8327-0208-5 : 100 экз.
- Карбид кремния: технология, свойства, применение / Агеев О. А. [и др.]; под общ. ред. А. Е. Беляева и Р. В. Конаковой. — Харьков : ИСМА, 2010. — 531 с. : ил.; 21 см. — (Состояние и перспективы развития функциональных материалов для науки и техники/ Нац. акад. наук Украины, Ин-т физики полупроводников им. В. Е. Лашкарёва, Украина, Физико-технический ин-т им. А. Ф. Иофе, РАН, Россия [и др.]).; ISBN 978-966-02-5445-9 : 300 экз.
- Нанотехнологии в микроэлектронике / Авдеев С. П., Авилов В. И., Агеев В. О. [и др.]; под ред. чл.-корр. РАН, докт. техн. наук, проф. О. А. Агеева, докт. техн. наук, проф. Б. Г. Коноплёва; Южный федеральный университет, Институт нанотехнологий, электроники и приборостроения, Научно-образовательный центр «Нанотехнологии». — Москва : Наука, 2019. — 511 с., [12] л. ил., цв. ил. : ил., табл., факс.; 25 см; ISBN 978-5-02-040201-0 : 300 экз.

### Диссертации
- Агеев, Олег Алексеевич. Исследование температурных полей, напряжений и дефектообразования в кремниевых структурах ИС при быстрой термической обработке некогерентным излучением : дис. … канд. техн. наук : 05.27.01. — Таганрог, 1995. — 78с. : ил.
- Агеев, Олег Алексеевич. Физико-технологические основы формирования контактов к карбиду кремния методами импульсной термообработки : дис. … докт. техн. наук : 05.27.01. — Таганрог, 2005. — 524 с. : ил.